# Astrahanocika (handbal feminin)
Echipa de handbal Astrahanocika (în rusă Гандбольная команда Астраханочка) este un club rusesc de handbal feminin din Astrahan. Echipa a fost fondată în 1993, la inițiativa Comisiei pentru Educație Fizică și Sport a orașului Astrahan, și își desfășoară meciurile de pe teren propriu în Complexul sportiv „Zvezdnîi”.

## Palmares
Național
- Superliga Rusă
  -  Câștigătoare (1): 2016
  - Medalie de bronz (1): 2015

Internațional
- Cupa EHF
  - Semifinalistă (1): 2014
  - Sfert-finalistă: 2013, 2015, 2016
  - Optimi de finală: 2004

- Cupa Cupelor EHF
  - Sfert-finalistă (1): 2007

- Bucharest Trophy
  - Locul 3: 2014

- Baia Mare Champions Trophy
  - Locul 3: 2014

- Memorialul Tomáš Jakubčo
  - Locul 2: 2014

## Echipa

### Lotul de jucătoare 2016-17
Conform paginii oficiale a clubului și paginii oficiale EHF:
| Portari - 01 Anastasia Riabțeva - 18 Anastasia Vaganova - 44 Kira Trusova Extreme stânga - 07 Maria Raciteleva - 27 Svetlana Șeveliova - 55 Viktoria Șicikina - 88 Kristina Kojokar Extreme dreapta - 14 Ekaterina Levșa - 92 Iana Emelianenko Pivoți - 19 Svetlana Kremneva - 33 Irina Klimenko | Linia de 9 metri Interi stânga - 05 Liudmila Postnova (căpitan) - 08 Kristina Sorokina - 10 Svetlana Ivanova - 11 Karina Sabirova - 17 Liudmila Vîdrina - 73 Sofia Ignatovici Centri - 15 Milana Tajenova - 21 Galina Izmailova - 23 Daria Ceaplîghina - 29 Natalia Cighirinova Interi dreapta - 02 Karina Sisenova - 13 Anna Șapoșnikova - 76 Ekaterina Zelenkova |

| Nume                               | Ocupație             |
| ---------------------------------- | -------------------- |
| Mihail Alekseevici Sereghin        | Antrenor principal   |
| Dmitri Ivanovici Buntov            | Antrenor secund      |
| Mihail Eldarovici Ismailov         | Antrenor cu portarii |
| Aleksandr Vladimirovici Lukasevici | Maseur               |
| Dmitri Valentinovici Simonov       | Maseur               |

| Nume                           | Ocupație         |
| ------------------------------ | ---------------- |
| Ghenadi Andreevici Lebedev     | Director         |
| Marina Sergheevna Besceastnova | Director adjunct |

## Jucătoare notabile
| - Jelena Erić (2012–2014) - Marija Jovanović (2013–2014) - Elena Polenova (2010–2011) - Miranda Tatari (2013–2014) - Emilia Turei (înainte de 2005 și 2012–decembrie 2013) - Ekaterina Vetkova (2013–2014) - Anna Viahireva (2014–2016) |

## Antrenori notabili
| - Evgheni Trefilov (2015–2016) |